# Torre de Santa María
Torre de Santa María (en llengua extremenya, Torri de Santa María) és un municipi de la província de Càceres, a la comunitat autònoma d'Extremadura (Espanya). Està situat a la Serra de Montánchez i compta avui en dia amb, aproximadament, uns 500 habitants.

## Ubicació
Torre de Santa María està situat entre les localitats d'Aldea del Cano, a la Ruta de la Plata, A-66 i Miajadas, a l'autovia A-5, que uneix Madrid amb Badajoz. S'estén al peu de la Serra de Montánchez, i des d'aquesta s'hi pot arribar a Montánchez, capital comarcal, a través d'una senzilla ruta senderista que es remunta als temps dels romans. Es troba 36 km al sud-est de Càceres, 50 km al nord-est de Mèrida i uns 30 km al sud-est de Trujillo.

## Història
Segons el capellà vuitcentista Tirso Lozano Rubio (natural de Montánchez), Torre de Santa María va ser fundat en algun moment del segle xiii. No obstant això, els primers registres escrits en què apareix el poble són del segle xviii, quan era una petita vila que pertanyia a Montánchez. Aleshores hi havia 148 veïns, dels quals la meitat eren llauradors. Torre de Santa María era alhora una vila real, ço és, jurídicament depenia directament del rei d'Espanya. Tirso Lozano Rubio la descriu com «[una vila] mesa en un terreny pla, lleugerament trencada, a una llegua de la Vila de Montánchez, la seva capital, i a 14 llegües de la Vila d'Hornachos. És rica en blat i civada, tot i que hi abunda encara més el sègol. Hi ha tota mena de llavors, abundància de bestiar —especialment de llana, boví i porcí—, caça, pesca, vi, oli, fruites, llegums i hortalisses».
Quan caigué l'Antic Règim la vila s'esdevingué un municipi constitucional del nou estat burgès espanyol (1834) i començà a formar part del partit judicial de Montánchez.
Actualment pertany a la Mancomunitat Integral Serra de Montánchez.

## Demografia
| 1900 | 1910 | 1920 | 1930 | 1940 | 1950 | 1960 | 1970 | 1980 | 1990 | 2001 | 2002 | 2003 | 2005 | 2009 | 2015 | 2019 |
| ---- | ---- | ---- | ---- | ---- | ---- | ---- | ---- | ---- | ---- | ---- | ---- | ---- | ---- | ---- | ---- | ---- |
| 885  | 1101 | 1064 | 1211 | 1428 | 1548 | 1376 | 1081 | 841  | 703  | 727  | 711  | 670  | 673  | 632  | 582  | 534  |

Torre de Santa Maria va créixer demogràficament durant la primera meitat del segle xx, però la manca de feina va causar una minva significativa de la població, que s'ha reduït dos terços en poc més de cinquanta anys.